# Будинок для спостереження за рухом суден по Дніпру
 Будинок для спостереження за рухом суден по Дніпру, або Вежа ансамблю Новоросійських губернських присутствених місць — найстарша в цей час будівля у Кременчуці. Зараз знаходиться на території колишнього військового шпиталю за адресою вул. Гоголя, 2. Є пам'яткою архітектури та історії національного значення (охоронний номер 160033).
Ця будівля разом з колишнім військовим шпиталем є найстарішими збереженими будовами у місті, вони входять до Переліку нерухомих пам'яток архітектури національного значення Полтавської області і занесені до Державного реєстру національного культурного надбання за охоронними номерами 134-Пл та 160033.

## Історія
Був збудований у XVIII сторіччі (до 1787) при Григорії Потьомкіні.
За легендою Потьомкін наказав вирубати дубовий гай на березі Дніпра і залишити єдиний дуб, поклавши його в основу будівлі в центрі майбутніх губернських споруд. Той старий дуб зберігся і проходить у вигляді колони через два поверхи будівлі. На місці крони дуба — невеликий купол.
Останнім часом тут розташовувалась бібліотека госпіталю. Зараз як і весь госпіталь зачинений і знаходиться під охороною.

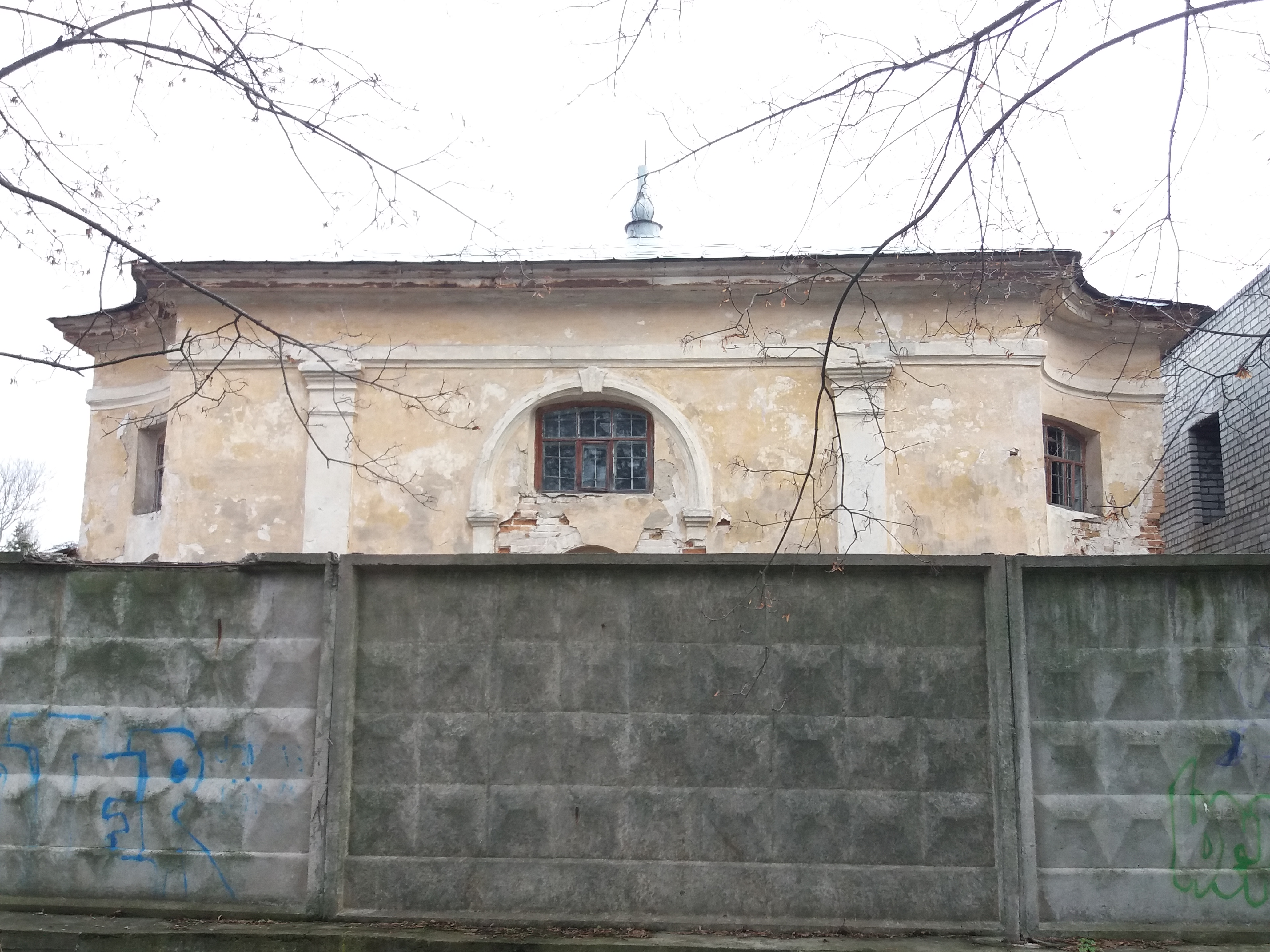
Вигляд будівлі за парканом військового містечка

Будівля Будинку нагляду за рухом по Дніпру разом з колишнім військовим шпиталем передані в комунальну власність міста, про що свідчить рішення виконкому міської ради № 150 від 5 березня 2010 року «Про затвердження акту приймання-передачі до комунальної власності територіальної громади міста Кременчука за зарахування військового містечка № 19 у м. Кременчуці по вулиці Гоголя 2 на баланс Кременчуцької першої міської лікарні ім. О. Т. Богаєвського». Зараз працівники управління земельних ресурсів міськвиконкому працюють над виготовленням проектів землеустрою вищевказаних об'єктів.